# Aceton
Aceton (sistematsko ime po IUPAC: propanon, poznat i kao dimetil keton) jeste organsko jedinjenje sa formulom . Aceton je najjednostavnije jedinjenje u klasi ketona. Meša se sa vodom, etanolom, etrom i drugim. Upotrebljava se kao rastvarač i u proizvodnji plastike, lekova i drugih hemikalija. Godišnje se u svetu proizvedi oko 6,7 miliona tona acetona (stanje: 2010. godine), od čega je najviše potrošeno kao rastvarač i za proizvodnju drugih hemijskih jedinjenja, kao što su bisfenol A i metil metakrilat. U domaćinstvima se često koristi kao odstranjivač laka za nokte i kao razređivač boja i lakova. Takođe se u malim količinama prirodno proizvodi i izlučuje iz ljudskog tela. Nalazi se i u krvi i urinu. Naročito mnogo ga izlučuju osobe sa šećernom bolesti. Osim njih, više nivoe acetona imaju i trudnice i porodilje.

## Osobine
Aceton je bistra bezbojna tečnost prijatnog mirisa koja dosta isparava već na sobnoj temperaturi. Rastvara se u vodi ključa na 56°C. Aceton je veoma zapaljiva tečnost sa temperaturom paljenja od 19°C. Ovo jedinjenje je samozapaljivo na 540°C.
Aceton se prirodno proizvodi i odstranjuje iz ljudskog tela kao rezultat normalnih metaboličkih procesa. Testovi reproduktivne toksičnosti su pokazali da ima nizak potencijal da prouzrokuje reproduktivne probleme.

## Upotreba
Aceton služi kao važan rastvarač. On je uobičajeni rastvarač za čišćenje u laboratorijama. Oko trećine ukupne svetske proizvodnje acetona se iskoristi kao rastvarač, dok se četvrtina potroši kao aceton cijanohidrin od kojeg se proizvodi metil metakrilat. Više od 3 miliona tona se proizvede godišnje, najvećim delom kao prekurzor za polimer. Poznata kućna upotreba acetona je kao aktivni sastojak odstranjivača laka za nokte i kao razređivač boja. On se često koristi u organskim hemijskim reakcijama.
Aceton je odličan rastvarač za mnoge plastična i neka sintetička vlakna. Koristi se za razređivanje poliesterskih smola, nalazi se u sastavu mnogih sredstava za čišćenje smola, te rastvara dvokomponentni lepak pre nego što se stvrdne. Koristi se kao isparljiva komponenta nekih boja, lakova, premaza i sredstava za impregnaciju. Kao izuzetno dobar odmašćivač, koristan je za pripremanje i obradu metalnih površina pre bojenja. Takođe je koristan za vrlo pouzdano lemljenje, jer se njime uklanja suvišna tečnost za lemljenje.
Koristi se i kao rastvarač u farmaceutskoj industriji, te kao denaturalizator za pravljenje denaturaliziranog alkohola. On se nalazi i u nekim farmaceutskim sredstvima kao pomoćno sredstvo (ekscipijent). Iako je sam zapaljiv, aceton se često koristi kao rastvarač za siguran transport i skladištenje acetilena, koji se ne može sigurno držati pod pritiskom u čistom obliku. Posude koje sadrže porozan materijal se prvo pune acetonom zatim acetilenom, koji se rastvara u acetonu. Jedan litar acetona može rastvori oko 250 litara acetilena.
Aceton je koristi i u organskoj sintezi metil metakrilata. Ona započinje prvobitnom konverzijom acetona u aceton cijanohidrin:
U sledećem koraku, nitril se hidrolizuje u nezasićeni amid, koji se esterifikuje:
Treći po obimu način korištenja acetona (oko 20%) je sinteza bisfenola A. Bisfenol A je komponenta mnogih polimera poput polikarbonata, poliuretana i epoksi-smola. Sinteza uključjuje kondenzaciju acetona sa fenolom:
Milioni kilograma acetona se potroše za proizvodnju rastvarača metil izobutil alkohola i metil izobutil ketona. Ovi proizvodi se dobijaju preko početne aldolne kondenzacije te se dobija diaceton alkohol.
U laboratorijama, aceton se koristi kao polarni aprotonski rastvarač u brojnim organskim reakcijama kao što su SN2 reakcije. Korištenje acetona kao rastvarača je kritično za Jonesovu oksidaciju. On ne formira azeotrop sa vodom. Uobičajen je rastvarač za čišćenje i ispiranje laboratorijskog posuđa zbog svoje niske cene i lake isparljivosti. Aceton se može hladiti suvim ledom na −78°C bez smrzavanja; acetonska kupka sa suvim ledom se često koristi za obavljanje reakcija na niskim temperaturama. Aceton daje fluorescentni odsjaj pod ultraljubičastim svetlom, a njegove pare se koriste kao fluoroscentni pokazivač u eksperimentima toka fluida.

## Industrijska proizvodnja
Aceton se proizvodi direktno ili indirektno iz propilena. Najčešće se koristi kumenski proces, u kome se benzen se alkiluje sa propenom i rezultujući kumen (izopropilbenzen) se oksiduje i nastaju fenol i aceton:
Ova konverzija podrazumeva prisustvo intermedijara kumen hidroperoksida, . Aceton se takođe proizvodi direktnom oksidacijom propena sa Pd(II)/Cu(II) katalizatorom.
U 2010. zabeležena je svetska proizvodnja acetona od oko 6,7 miliona tona. Sa 1,56 miliona tona godišnje, najveći kapacitet proizvodnje imaju SAD, a slede iz Tajvan i Kina. Jedan od najvećih individualnih proizvođača acetona je INEOS Phenol koji, prema podacima iz 2010. godine, poseduje 17% ukupnih svetskih kapaciteta za proizvodnju, a slede ga Mitsui, Sunoco i Shell (sa oko 7-8%) INEOS Phenol poseduje i najveći svetski pogon za preradu acetona u Beverenu, Belgija, gde se preradi 420.000 tona godišnje. Cena acetona godine 2011. godine u SAD iznosila je 1100 do 1250 američkih dolara po toni.

### Načini proizvodnje
Današnji najrašireniji način dobijanja acetona je direktno ili indirektno iz propilena. Oko 83% acetona se dobija putem kumenskog procesa a kao rezultat toga, proizvodnja acetona je usko vezana za proizvodnju fenola. U kumenskom procesu, benzen se alkiluje sa propilenom i dobija se kumen (kumol), koji se stajanjem na vazduhu oksiduje u fenol i aceton:
Drugi procesi uključuju direktnu oksidaciju propilena (Vaker-Hohstov proces) ili hidraciju propilena kojim se dobija 2-propanol čijom oksidacijom se dobija aceton. Ranije, aceton se proizvodio suvom destilacijom određenih acetata, na primer kalcijum acetata putem ketonske dekarboksilacije.
Tokom Prvog svetskog rata aceton se proizvodio aceton-butanol-etanol fermentacijom uz pomoć bakterije Clostridium acetobutylicum, procesom koji je razvio Haim Vajcman (kasnije je postao prvi predsednik Izraela), da bi pomogao u britanskim ratnim nastojanjima u proizvodnji kordita. Ova vrsta fermentacije je kasnije napuštena, te su otkrivene nove metode kojima se postizao veći prinos reakcije.

## Metabolizam
Manje količine acetona se stvaraju u telu putem dekarboksilacije ketonskih tela. Određeno ponašanje u ishrani, uključujući dugotrajan post i ishranu bogatu mastima a siromašnu ugljeni hidratima, može dovesti do ketoze, kada se aceton formira u telesnim tkivima. Određena zdravstvena stanja, poput alkoholizma i šećerne bolesti, mogu dovesti do ketoacidoze, nekontrolirane ketoze koja vodi do ogromnog, ponekad i smrtonosnog, povećanja kiselosti krvi. Pošto je aceton nusproizvod fermentacije, u velikim količinama se proizvodi pri industrijskog destilaciji.
Iako određeni izvori i ranija istraživanja sugerišu da se aceton ne može metabolizovati, danas se zapravo smatra da postoje suprotni dokazi. Aceton se dobija oksidacijom probavljenog izopropanola ili putem spontanog raspada acetoacetata kod ketoničnih osoba. On se može metabolizovati do d-laktata i piruvata, te na kraju do glukoze.

## Vanzemaljska pojava
Dana 30. jula 2015, naučnici su objavili da su nakon prvog sletanja Philae lander na površinu komete 67P's, merenja pomoću COSAC i Ptolemy instrumenata otkrila šesnaest organskih jedinjenja, četiri od koji su uočena po prvi put na kometi, uključujuči acetamid, aceton, metil izocijanat, i propionaldehid.

## Spoljašnje veze
- Интернационална карта хемијске безбедности 0087
- Inicijalni izveštaj o proceni  Organizacije za ekonomsku saradnju i razvoj